# اتحاد جبل طارق لكرة القدم

الشعار السابق للاتحاد

اتحاد جبل طارق لكرة القدم (GFA) (بالإنجليزية: Gibraltar Football Association)‏ هو أحد أقدم اتحادات كرة القدم في العالم حيث تأسس في عام 1895. في المؤتمر السابع والثلاثون للاتحاد الأوروبي لكرة القدم (يويفا) الذي عقد في لندن يوم 24 مايو عام 2013، تم قبول جبل طارق كعضو كامل العضوية لدى اليويفا.

## المشاركة في مسابقات اليويفا
- فريق كرة الصالات: تصفيات بطولة أوروبا لكرة الصالات 2014
- منتخب تحت 17 سنة: مرحلة تصفيات بطولة أوروبا تحت 17 سنة لكرة القدم 2014
- منتخب تحت 19 سنة: تصفيات بطولة أوروبا تحت 19 سنة لكرة القدم 2014

## وصلات خارجية
- موقع GFA[وصلة مكسورة]